# Caroline Giron-Panel
Pour les articles homonymes, voir Giron et Panel.
Caroline Giron-Panel est une historienne et musicologue française née Giron le 30 juin 1979 à Angers.

## Biographie
Caroline Giron-Panel obtient un diplôme d'archiviste paléographe avec une thèse intitulée La vie musicale à l’ospedale di San Lazzaro e dei Mendicanti, à Venise (1600-1797)  (promotion 2004 de l'École nationale des chartes). Elle obtient en juin 2007 le diplôme de conservateur des bibliothèques. Elle est membre de l'École française de Rome de 2008 à 2011.
En octobre 2010, elle soutient une thèse intitulée À l’origine des conservatoires : le modèle des ospedali de Venise (XVIe – XVIIIe siècles) (doctorat en histoire de l'université Pierre-Mendès-France - Grenoble/dottorato in storia dell’arte (musicologia) de l'université « Ca' Foscari » de Venise). Publiée sous le titre Musique et musiciennes à Venise. Histoire sociale des ospedali, cette thèse a obtenu en 2016 le Grand Prix des Muses - Fondation Singer Polignac.
Ses premiers travaux portent principalement sur Venise à l'époque moderne, les pratiques musicales féminines, les récits de voyages en Italie et la circulation des modèles culturels en Europe. Elle s'intéresse également aux questions de genre en musique (castrats, contraltos, musiciens et musiciennes transgenres), à la scène punk et à la bande dessinée.
Responsable scientifique du Venetian Centre for Baroque Music (2012-2014), membre de la Società italiana delle storiche (it), elle est également membre de la Société internationale pour l'étude des femmes de l'Ancien Régime (SIEFAR) et a occupé, de 2016 à 2019, la fonction de vice-présidente de la Société française de musicologie. Professeure agrégée au Gymnase Jean Sturm de Strasbourg (2015-2024), chargée de cours à l'université de Strasbourg (2016-2024) et chercheuse associée au Centre de musique baroque de Versailles (Centre d'études supérieures de la Renaissance (CESR) - UMR 7323), elle a été nommée en 2024 professeure d'histoire et théorie des arts en CPGE au lycée Fustel de Coulanges (Strasbourg). 

## Publications
- Dir. avec Anne-Madeleine Goulet, La Musique à Rome au XVIIe siècle : études et perspectives de recherche, Rome, École française de Rome, 2012, 478 p. (ISBN 978-2-7283-0959-7).
- Dir. avec Sylvie Granger, Raphaëlle Legrand et Bertrand Porot (préf. Michelle Perrot), Musiciennes en duo : mères, compagnes, sœurs ou filles d’artistes, Rennes, Presses universitaires de Rennes, 2015, 256 p. (ISBN 978-2-7535-3572-5).
- Musique et musiciennes à Venise : histoire sociale des ospedali, Rome, École française de Rome, coll. « Bibliothèque de l’école française d’Athènes et de Rome » (no 363), 2015, 1 082 (ISBN 978-2-7283-0993-1 et 2-7283-0993-0, lire en ligne)[5].
- Dir. avec Catherine Deutsch, Pratiques musicales féminines : discours, normes, représentations, Lyon, Symétrie, 2016, 214 p.[6]  (ISBN 978-2-36485-046-0)
- Dir. avec Solveig Serre, Les lieux de l'opéra en Europe (XVIIe – XXIe siècles), Paris, École de Chartes, 2017, 211 p.  (ISBN 978-2-35723-090-3)
- Dir. avec Solveig Serre et Jean-Claude Yon, Les Publics des scènes musicales en France (XVIIIe – XXIe siècles), Paris, Classiques Garnier, 2020, 408 p.  (ISBN 978-2-406-10110-9)

## Distinctions
Caroline Giron-Panel a obtenu le prix ADH de la Société française d'histoire des hôpitaux en 2006 et le grand prix des Muses de la fondation Singer-Polignac en 2016 pour son livre Musique et musiciennes à Venise. Histoire sociale des ospedali.